# Marco Arriagada
Marco Antonio Arriagada Quinchel (* 30. Oktober 1975 in Curicó) ist ein ehemaliger chilenischer Bahn- und Straßenradrennfahrer.

## Sportlicher Werdegang
Marco Arriagada wurde 2001 chilenische Zeitfahrmeister. Im nächsten Jahr gewann er eine Etappe bei der Vuelta Ciclista de Chile. 2003 wurde er Erster der Gesamtwertung bei der Vuelta Ciclista Por Un Chile Líder und wieder nationaler Zeitfahrmeister und er gewann eine Etappe sowie die Gesamtwertung der Vuelta de Chile. Im nächsten Jahr war er auf zwei Teilstücken der Vuelta Ciclista Por Un Chile Líder erfolgreich und er gewann wieder eine Etappe mit Gesamtwertung bei der Landesrundfahrt durch Chile. Bei beiden Rundfahrten feierte er auch in den folgenden Jahren mehrfach Etappensiege. 2005 gewann Arriagada bei dem Rennen Ascensión a los Nevados de Chillán eine Etappe und konnte so auch die Gesamtwertung für sich entscheiden. Im nächsten Jahr konnte er den Gesamtsieg verteidigen. Außerdem gewann er eine Etappe und die Gesamtwertung der Vuelta a Mendoza. In der Saison 2007 wurde er Gesamterster der Vuelta de Atacama und 2008 gewann er ein Teilstück der Vuelta de San Juan.
Auf der Bahn wurde er 2001 Dritter bei der panamerikanischen Meisterschaft in der Einerverfolgung. 2004 gewann er den Weltcup im Punktefahren in Moskau. Bei der Panamerika-Meisterschaft 2005 in Mar del Plata gewann Arriagada die Goldmedaille in der Mannschaftsverfolgung und jeweils Silber in der Einerverfolgung und im Punktefahren. Insgesamt gewann er bei seinen Teilnahmen an den Meisterschaften fünf Titel. 2007 gewann er gemeinsam mit Antonio Cabrera das Sechstagerennen im mexikanischen Aguascalientes.
Im Januar 2011 wurde Arriagada bei der „Vuelta Ciclista de Chile“ positiv auf anabole Steroide getestet. Er wurde für vier Jahre, bis Januar 2015, gesperrt und ihm sein Sieg bei der Vuelta aberkannt.

## Erfolge – Straße
2001
- Chilenischer Meister – Einzelzeitfahren

2002
- eine Etappe Vuelta Ciclista de Chile

2003
- Gesamtwertung Vuelta Ciclista Lider al Sur
- Chilenischer Meister – Einzelzeitfahren
- eine Etappe und Gesamtwertung Vuelta Ciclista de Chile

2004
- zwei Etappen Vuelta Ciclista Lider al Sur
- eine Etappe und Gesamtwertung Vuelta Ciclista de Chile

2005
- eine Etappe Vuelta Ciclista Lider al Sur
- zwei Etappen Vuelta Ciclista de Chile

2006
- Mannschaftszeitfahren und eine Etappe Vuelta Ciclista Lider al Sur
- Chilenischer Meister – Einzelzeitfahren
- eine Etappe Vuelta Ciclista de Chile

2007
- Mannschaftszeitfahren Vuelta Ciclista Lider al Sur

2010
- Chilenischer Meister – Einzelzeitfahren
- zwei Etappen und Gesamtwertung Volta Ciclística Internacional do Paraná

2011
- Gesamtwertung Tour de San Luis
- drei Etappen und Gesamtwertung Vuelta Ciclista de Chile
- eine Etappe Vuelta a la Independencia Nacional

## Erfolge – Bahn
2004
- Weltcup Moskau – Punktefahren

2005
- Panamerikanischer Meister – Mannschaftsverfolgung mit Gonzalo Miranda, Luis Fernando Sepúlveda und Enzo Cesareo

2007
- Sechstagerennen Aguascalientes mit Antonio Cabrera

## Teams
- 2010 Funvic-Pindamonhangaba
- 2011 Mauricio Báez